# Република Конго (Леополдвил)
Република Конго (фр. République du Congo) била је суверена држава у средњој Африци која је настала после независности Белгијског Конга 1960. године. Од 1960. до 1966. држава је била позната и као Конго-Леополдвил (по свом главном граду) како би се разликовала од северозападне комшијске државе која се исто називала Република Конго или Конго-Бразавил. Држава је касније била позната и као Конго-Киншаса (до 1971. када се име државе мења у „Заир”) јер је главни град Леополдвил променио име у „Киншаса” датума 1. јуна 1966.
Држава је више пута мењала име. Датума 1. августа 1964. званично име државе промењено је у „Демократска Република Конго”. Године 1971, име је промењено у „Заир”.
Период између 1960. и 1965. се назива „Прва конгоанска република”, док се данашња Демократска Република Конго назива „Трећом републиком”.
Немири и побуне наставили су мучити владу до 1965. године, када је генерал-пуковник Жозеф Дезире Мобуту, главни заповедник националне армије, преузео контролу над земљом. Мобуту је променио назив државе у „Република Заир” 1971. и остао је председник исте све до 1997.

## Заставе
- Застава коришћена од 1960. до 1964.
- Застава коришћена од 1966. до 1971.